# Omoea
Omœa é um género botânico pertencente à família das orquídeas (Orchidaceae).

## Etimología
O nome deste gênero tem origem no grego, derivando do adjetivo feminino: ὅμοια (homoia), que significa “semelhante”, referido-se às suas pétalas e à similaridade com Ceratochilus. Seguindo o rigor da língua grega antiga, pela presença do espírito áspero grego (correspondente ao "H" latino), o seu nome deveria ser grafado "Homœa".